# Sigismund Mohr
Sigismund Mohr (1827-1893), ingénieur de formation, a joué un rôle de premier plan dans l'implantation de la téléphonie et de l'éclairage électrique dans la ville de Québec.

## Biographie
D'origine juive, Sigismund Mohr naît à Breslau, en Prusse (aujourd'hui Wroclaw, en Pologne), le 21 octobre 1827. Après un diplôme d'ingénieur en électricité qu'il aurait obtenu au collège de Breslau en 1849, il épouse vers 1856 Blume Levi, fille de Philip Levi, de New York. Le couple aura au moins cinq filles (Philippine, Amelia, Lenorah, Fanny, Clara) et deux fils (Eugene Phillip et Henry Ralph). Ils partiront résider quelque temps  à Londres avant de s'établir à Québec vers 1871.

### Télégraphie et téléphonie
Après des débuts difficiles dans sa nouvelle terre d'accueil, Mohr finit par se faire octroyer par le conseil de ville de Québec le 5 octobre 1876 le privilège d’installer et d’exploiter dans la ville des lignes télégraphiques « ...à la condition de ne pas nuire aucunement au télégraphe avertisseur d’incendie ». Cinq jours plus tard, il fait enregistrer l'entreprise qu’il a fondée avec deux associés, William B. Chapman et Henry Harris (qui épousera l’une de ses filles), la City District Telegraph Company qu'il dissoudra en janvier 1878. À cette époque, il est à l'emploi de la Compagnie de télégraphe de la Puissance. Cette dernière est rachetée en juillet 1880 par la compagnie canadienne de téléphone Bell. En dépit de ce changement d'administration, Mohr conserve son emploi à Québec. Quelques mois auparavant, le 21 février 1880, une première centrale téléphonique avait été installée dans cette ville. Mohr aura pour tâche de poursuivre l'installation d'autres centraux téléphoniques. Il aura aussi pour tâche de superviser l'installation de lignes téléphoniques ce qui le conduira au cœur d'une bataille juridique avec le Quebec Daily Telegraph. À l'été 1882, il obtient l’autorisation d’installer un câble téléphonique entre Québec et Lévis sans que l'on sache s'il a pu mener à bien ces travaux car en décembre 1883, W. Duchesneau lui succède à son poste.
Il œuvrera néanmoins encore quelque temps au sein de cette entreprise à titre de consultant.

### Électrification et éclairage de Québec
En 1883, Mohr porte son intérêt vers l'électricité et plus particulièrement l'éclairage électrique. Le point culminant de cet épisode se joue le soir du 29 septembre 1885. L'évènement est rapporté le lendemain dans les pages du journal Le Canadien : environ 20 000 personnes auraient assisté à l'éclairage de la terrasse Dufferin au moyen de 34 lampadaires fonctionnant à l'électricité. Mohr, qui a supervisé les travaux, travaille alors pour la compagnie de lumière électrique de Québec et Lévis. Il répétera la démonstration chaque soir durant une semaine. L'éclairage électrique sera d’abord installé dans les quartiers de la ville éclairés à l’huile de charbon avant de se substituer à l'éclairage au gaz dans les autres quartiers. Devenu gérant de la Compagnie de la lumière électrique, Mohr poursuivra son travail en étendant le réseau d’éclairage électrique de la ville de Québec de 1886 à 1889. Pour approvisionner la ville en électricité, Mohr décida la construction d'une centrale hydro-électrique à la chute Montmorency. 

### Derniers moments de sa vie
Un orage endommageant la ligne électrique qui relie Québec à la chute Montmorency survenu au mois de novembre 1893, l'oblige à réparer les installations malgré le mauvais temps. Il aurait attrapé une grippe qui se serait aggravée rapidement causant son décès le mois suivant, le 15 décembre. Le Quebec Daily Telegraph mentionne que sa dépouille sera transportée à New York.

## Hommages
- Une plaque "Ici vécut" de la ville de Québec est présente au 1 rue Sainte-Ursule, en son honneur, pour indiquer son ancien lieu de résidence.

## Publications
- Antonin Zaruba, Un pionnier de l'électricité à Québec dans Juifs de Québec, Québec, Presses de l'Université du Québec, c2015.
- Pierre Anctil, Les origines juives de Sigismund Mohr dans Juifs de Québec, Québec, Presses de l'Université du Québec, c2015.

## Sources
- Les informations pour cet article proviennent en grande partie de l'article "Sigismund Mohr" rédigé par Denis Vaugeois dans le Dictionnaire biographique du Canada, .
- Sigismund Mohr, Juifs.ca
- SigismundMohr,hydro-electricpioneer, Antonin Zaruba, dans Quebec Heritage news, vol. 4, no 11, sept.-oct. 2008
- L'éclairage électrique, Société historique de Québec
- Sigismund Mohr, Répertoire du patrimoine culturel du Québec